# Абдельфаттах Бадаві
Мохамед Абдельфаттах Бадаві (араб. محمد عبدالفتاح بدوي) (нар. 24 травня 1935, Порт-Саїд — пом. 6 грудня 2007, Александрія) — єгипетський футболіст, що грав на позиції нападника. Відомий за виступами в складі клубів «Терсана» й «Аль-Олімпі», та національній збірній Єгипту.

## Біографія
Абдельфаттах Бадаві розпочав виступи у професійному футболі в 1957 році в складі команди «Терсана», у складі якої грав до 1964 року, та став у її складі чемпіоном Єгипту. У 1964 році перейшов до складу команди «Аль-Олімпі», у складі якої грав до завершення виступів на футбольних полях у 1967 році, та здобув у її складі ще один титул чемпіона Єгипту.
У 1960—1966 роках Абдельфаттах Бадаві грав у складі національної збірної Єгипту. У складі збірної брав участь у Кубку африканських націй 1962 року, на якому єгипетська збірна під прапором ОАР зайняла 2-ге місце, а Абдельфаттах Бадаві став разом з Менгісту Ворку з 3 забитими м'ячами кращим бомбардиром турніру. У 1964 році Бадаві у складі єгипетської збірної під прапором ОАР брав участь Олімпійських іграх, де у складі збірної зайняв 4-те місце.

## Титули і досягнення
- Срібний призер Кубка африканських націй: 1962
- Чемпіон Єгипту (2): 1963, 1966
- Кращий бомбардир Кубка африканських націй: 1962 (3 голи, разом з Менгісту Ворку)